# Rufino Blanco Fombona
Rufino Blanco Fombona, né le 17 juin 1874 à Caracas au Vénézuela et mort le 16 octobre 1944 à Buenos Aires en Argentine est un écrivain et politique vénézuélien. Il est enterré au Panthéon national du Vénézuela.

## Œuvres
- 1899 : Trovadores y trovas
- 1904 : Cuentos americanos
- 1907 : El hombre de hierro
- 1911 : Cantos de la prisión y del destierro
- 1915 : El hombre de oro
- 1917 : Grandes escritores de América
- 1921 : El conquistador español del siglo XVI
- 1933 : Camino de imperfección